# 余德丞
余德丞（英語：Dickson Yu Tak Shing，1989年9月2日—），香港男主持、體育評述員、模特兒及演員，曾為新城電台唱片騎師及無綫電視經理人合約藝員，現為自由身藝人兼商業二台叱咤903《口水多過浪花》及跑馬地夜馬主持。

## 簡介

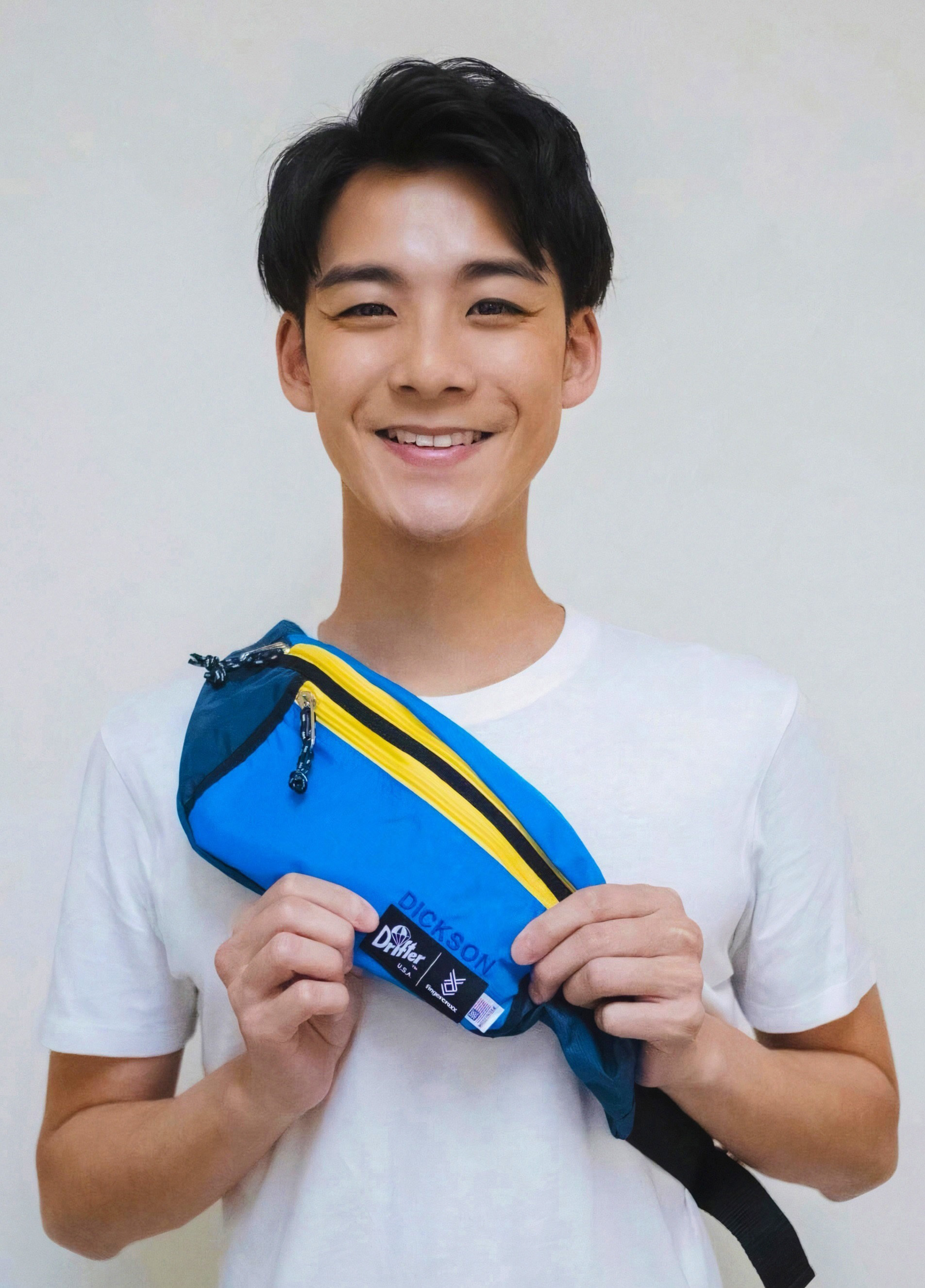
攝於2019年4月

余德丞在加拿大出生且家境富裕，是家中獨子，從小與家人同住跑馬地大坑道，跟郭富城為鄰居，曾就讀番禺會所華仁小學及香港華仁書院，到法國北方高等商學院（EDHEC Business School）參加交換生計劃；求學時期開始成為游泳運動員，中學已入選香港游泳代表隊，但直至唸完香港城市大學一年級後，即使自己曾獲運動員獎學金，仍達不到參加亞運會的標準，覺得既然未能完成目標，倒不如放棄而只代表學校參賽；基於自小愛聽森美的電台節目且受他影響，希望嘗試幕後寫稿工作，因此大學期間兼讀香港公開大學與新城知訊台合辦的廣播節目主持及製作專業證書課程。2011年，他修畢工商管理學系學士課程，便繼續任職於智威湯遜（香港）廣告有限公司的客戶服務部，不過經常被客戶或同事責罵和拿來發洩。不久，他辭職而加入新城電台，曾主持過新城數碼音樂台《我的神奇音樂之旅》及新城知訊台《一周新聞》約九個月。
2013年初，余德丞經電台同事范振鋒介紹，選擇轉投無綫電視，成為旗下基本藝人合約藝員，並擔任TVB體育台寫稿記者及外景主持至2018年；2015年1月12日起與黃愷怡、黃碧蓮和林希靈，一同主持該台兒童節目《Think Big 天地》、《Think Big 大明星》及《Think Big 遊學團》；2016年改簽經理人合約，還跟黃秋生學戲和開始參演劇集。2017年，他在該台劇集《誇世代》裡飾演「尚浩洋（Ocean）」一角，演出受到關注。2019年，他參演劇集《福爾摩師奶》，飾演人力車佚「游池」，演技獲網民稱讚有進步，同年憑節目《娛樂大家》與汪明荃、森美及蘇永康一起奪得《萬千星輝頒獎典禮2019》「最佳節目主持」獎。
2022年，余德丞在懷舊青春劇《青春不要臉》首度擔任男主角，飾演「柳德榮」一角。同年5月1日，他在個人 YouTube 頻道宣佈已約滿離開無綫電視，結束雙方8年賓主關係，並親自澄清2018年因心律不正暈倒、母親尋人點燈續命的傳聞，以及透露計劃朝 YouTuber 方向發展；同月2日加入成為商業二台叱咤903《口水多過浪花》客席主持（6月6日列入正式主持）。

## 事件

### 心律不正致昏迷入院
2018年8月8日晚上10時許，余德丞跟友人組成了三年的「何文田中央陸軍隊」在中西區西營盤中山紀念公園球場，參加業餘足球賽事《友盟草地7人足球聯賽》期間發覺身體不適，到場外長椅歇息時突然抽搐暈倒和一度昏迷，黃姓朋友見狀即報警求助。他隨後被送往瑪麗醫院深切治療部已搶救後。其親友及經理人得知消息後前往醫院探望，經理人稱其情況穩定，必須留院觀察，而醫生亦確定余德丞休克原因是心律不正，可能與遺傳或基因突變有關，但真正病因仍未能查證。同月10日，其母親向傳媒發放有關兒子逐步甦醒和康復的公開信。9月7日，他透過社交網站 Instagram 宣佈出院休養。

## 爭議

### 劣食風波
2022年5月，余德丞與 YouTuber「9BoThew 膠保廢」合作拍攝影片評價劣質食物，當中指深水埗南昌街港式西餐廳農場餐廳的食物質素未如理想，醬汁亦含化學塑膠臭味。事後餐廳老闆陳興濤揚言已到警署備案，並就誹謗言論擬入稟香港高等法院向三人及 YouTube 索償；6月10日再經社交平台發出公開信，要求余德丞一人在父親節前道歉，但對方沒有正式回應。

### 遊日風波
2023年4月，余德丞再與Youtuber「9bothew 膠保廢」一同前往日本拍攝，並在秋葉原一間餐廳進行拍攝，在拍攝期間，該餐廳店主質問他們是用膳或是純屬拍片，其後該店主疑似作出不滿態度。有網民認為四人進店後在慢慢介紹餐牌的食物並不點餐，會阻礙餐廳人士下班，因為日本有個別餐廳的下班時間較早，所以店主才向他們作出不滿；亦有網民指岀余德等四人只叫兩個丼飯，根據日本當地文化，每人吃一個餐是基本常識，而且日本人重視肖像權還要將鏡頭對焦在別人身上，在未經他們同意下拍攝他人的樣貌是並不尊重。
在余德丞等人用膳完後，便前往新宿欣賞櫻花，而余德丞對街上的途人評頭品足，指「條街好似好多靚女。（街上好像好多美女）」，更有一幕拉近放大某位途人並笑其衣物上有很多頭皮。
其後余德丞等人的影片在日本媒體大肆報導，有日本網民批評他們的行為完全不尊重當地文化；而有香港網民亦都指責余德丞等人的行為「影衰香港人」。
幾日後，余德丞就有關事件在IG作岀回應，指出在餐廳拍攝時已經得到店主的同意，並已經在餐廳角落進行拍攝；至於點菜方面，他表示該餐廳的丼飯份量比較大，再加上為了避免浪費食物，因此只點了兩個丼飯；他最後為此事引起誤會作出致歉。

## 演出作品

### 電視劇（無綫電視）
| 首播   | 劇名           | 角色            | 備註          |
| 2016年 | 殭             | 求職者          | 第10集        |
| 2016年 | 幕後玩家       | 娛樂記者        | 第1、21、31集 |
| 2017年 | 誇世代         | 尚浩洋 / 蔡永洋 |               |
| 2019年 | 福爾摩師奶     | 游 池           |               |
| 2019年 | 鐵探           | 莫世超          |               |
| 2019年 | 機動部隊2019   | 阿心男朋友      | 第4集         |
| 2020年 | 使徒行者3      | 魏德禮（少年）  | 第24集        |
| 2021年 | 欺詐劇團       | 余德丞          | 第5集         |
| 2021年 | 把關者們       | Ricky           | 第12、15集    |
| 2021年 | 十月初五的月光 | 祝展輝（青年）  |               |
| 2022年 | 青春不要臉     | 柳德榮          |               |

### 電視劇（Viu）
| 首播           | 劇名       | 角色  | 備註     |
| 2024年11月24日 | 轉角浣紗街 | Terry | 客串演出 |

### 主持節目（無綫電視）
| 首播          | 節目名                           | 備註                                                                                                   |
| 2013 - 2014年 | TVB體育台                        | 擔任外景主持                                                                                           |
| 2014年        | 低俗講波團                       | 擔任評述員                                                                                             |
| 2014年        | 猩猩補習班                       | 與山度士及黃愷怡一同主持                                                                               |
| 2015 - 2017年 | Think Big 天地                   | 與林希靈、黃碧蓮、黃愷怡、李雯希、阮浩棕、馬俊傑、鍾君揚、單文柔及鍾晴一同主持；「冒險之旅」角色為堡主 |
| 2015年        | Think Big 大明星                 | 與林希靈、黃碧蓮、黃愷怡、李雯希及阮浩棕一同主持                                                       |
| 2015 - 2017年 | Think Big 遊學團                 | 與林希靈、黃碧蓮、黃愷怡、李雯希、阮浩棕、馬俊傑及鍾君揚一同主持                                       |
| 2015 - 2016年 | Y Angle                          | 2015年1月24日亮相                                                                                      |
| 2015 - 2018年 | 體育世界                         | 與李思雅、蔡曉慧、黃庭鋒、王昭鴻、何振然、韓毓霞、鍾志光、洪松蔭及李啟淦一同主持                       |
| 2015年        | FINA世界游泳錦標賽2015           | 擔任評述員                                                                                             |
| 2016年        | 里約奧運2016開幕典禮             | 主持之一                                                                                               |
| 2016年        | 里約奧運2016                     | 外景主持之一                                                                                           |
| 2016年        | 里約奧運2016閉幕典禮             | 主持之一                                                                                               |
| 2016年        | 奧運精英約定你                   | 主持之一                                                                                               |
| 2016年        | 為香港精英運動員再加油           | 嘉賓主持之一                                                                                           |
| 2017年        | 2017英格蘭社區盾                 | 與袁文傑及李偉文一同主持                                                                               |
| 2017年        | 香港小姐智鬥小明星               | 與何珀廉、周筠浩、黃芷晴、陶孝杰、歐浚銨及甄敏鴻一同主持                                               |
| 2017年        | #後生仔去台灣傾吓偈                | 與陸浩明、劉穎鏇及張秀文一同主持                                                                       |
| 2018年        | 旺財狗年花車巡遊匯演             | 與安德尊、傅嘉莉、吳偉豪及思霆一同主持                                                                 |
| 2018年        | 生活100錯                        | 與陸浩明、李旻芳及黃美棋一同主持                                                                       |
| 2018年        | 緬甸奇幻旅程                     | 與蔡思貝一同主持                                                                                       |
| 2018年        | 萬千星輝賀台慶2018               | 與汪明荃、鄭裕玲、陳百祥、陳貝兒、麥美恩、林盛斌、陸浩明、麥明詩及馮盈盈一同主持                       |
| 2019年        | 香港原味道                       | 第三輯；與譚玉瑛、吳幸美及黃庭鋒一同主持                                                               |
| 2019年        | 娛樂大家                         | 第1、2輯；與汪明荃、森美及蘇永康一同主持                                                               |
| 2019年        | 英格蘭足總盃決賽                 | 與鍾志光主持                                                                                           |
| 2019年        | 如果這樣生活                     | 與洪永城、李佳芯、張頴康、朱千雪、黎諾懿及袁文傑一同主持                                               |
| 2019年        | 晚間看地球                       | 第3集；與鄭裕玲及陸永權一同主持                                                                        |
| 2020年        | X偏方 全民拆解II                 | 與陸浩明、孫慧雪及李旻芳一同主持                                                                       |
| 2020年        | 娛樂大家10點半                   | 與汪明荃及森美一同主持                                                                                 |
| 2020年        | 娛樂大家                         | 第3、4輯；與汪明荃及森美一同主持                                                                       |
| 2020年        | 台北101種玩法                    | 與譚凱螢一同主持                                                                                       |
| 2020年        | X偏方 全民拆解III                | 與陸浩明、呂靜文及杜穎珊一同主持                                                                       |
| 2020年        | 英格蘭足總盃決賽                 | 與鍾志光、袁文傑及陳偉豪一同主持                                                                       |
| 2020年        | 英格蘭社區盾                     | 與鍾志光一同主持                                                                                       |
| 2020年        | 南韓職業足球聯賽                 | 與李偉文一同主持                                                                                       |
| 2020年        | 荷蘭甲組足球聯賽                 | 與李偉文一同主持                                                                                       |
| 2021年        | 2020東京奧運開幕典禮 全情READY！ | 與鍾志光、鄭裕玲、陳貝兒、陸浩明、朱智賢、鍾伯光及鄭景亮一同主持                                       |
| 2021年        | 2020東京奧運                     | 主持之一                                                                                               |
| 2021年        | 繼續撐！2020東京殘奧             | 與鍾志光及鄺家銘一同主持                                                                               |
| 2021年        | 真·女神轉身                      | 與林俊其一同主持                                                                                       |
| 2021年        | 行行惜環境                       | 與黃愷怡一同主持                                                                                       |
| 2022年        | 2022北京冬季奧運會 每日焦點      | 主持之一                                                                                               |

### 主持節目（ViuTV）
| 首播   | 節目名           | 備註                                     |
| 2022年 | 姊妹們的國際市場 | 與黃正宜一同主持                         |
| 2023年 | 粉紅麻甩101      | 與王雍泰、陳君浩、陳皓雲及黃凱逸一同主持 |

### 綜藝節目（無綫電視）
| 首播            | 節目名                        | 備註                 |
| 2015年          | 香港小姐競選                  | 嘉賓                 |
| 2016年          | 萬千星輝睇多D                 | 演出嘉賓             |
| 2016年          | 萬千星輝放暑假                | 演出嘉賓             |
| 2016年          | 香港先生選舉                  | 嘉賓                 |
| 2016年          | 2016年度香港小姐競選          | 嘉賓                 |
| 2016年          | 萬千星輝賀台慶                | 演出嘉賓             |
| 2016年          | 歡樂滿東華                    | 演出                 |
| 2016年          | 街坊廚神舌戰東京              | 助手                 |
| 2017年          | 丁酉年沙田龍舟競渡            | 演出                 |
| 2017年          | 李克勤30周年演唱會校園Live    | 嘉賓                 |
| 2017年          | 群星拱照Big Big Channel       | 嘉賓                 |
| 2017年          | TVB50周年 華麗轉身 邁步同行   | 演出                 |
| 2017年          | 嶺南大學博雅教育新體驗        | 演出（飾演 Dickson） |
| 2017年          | 使徒行者 臥底遊戲             | 演出                 |
| 2017年          | TVB金禧晚宴暨2018節目巡禮     | 嘉賓                 |
| 2017年          | 兄弟萬眾狂歡2000夜            | 演出                 |
| 2018年          | 國際中華小姐競選              | 評判團成員           |
| 2018年          | 大玩特玩                      | 演出                 |
| 2018年          | 降魔的 捉妖遊戲               | 演出                 |
| 2018年          | big big channel大公司周年慶   | 嘉賓                 |
| 2018年          | TVB 50+1再出發節目巡禮2019    | 嘉賓                 |
| 2019年          | 2019國際中華小姐競選          | 評判團成員           |
| 2020年          | Think Big補習班               | 演出                 |
| 2020年          | 萬眾同心公益金2020            | 演出嘉賓             |
| 2020年          | 網購攻略 + big big shop感謝祭 | 演出                 |
| 2020年          | 我和港姐有個約會              | 演出                 |
| 2020年          | 5G改寫我們的故事              | 演出                 |
| 2021年          | 全城迎奧運                    | 演出                 |
| 2021年          | 聲級學堂                      | 演出                 |
| 2021年          | 歡樂滿東華                    | 演出                 |
| big big channel |                               |                      |
| 2018年          | 餓底                          | 演出                 |

### 綜藝節目（ViuTV）
| 首播   | 節目名             | 備註        |
| 2022年 | MM730－Auntie 妳好 | 第16集嘉賓  |
| 2022年 | 拆你個夢           | 第3集嘉賓   |
| 2023年 | 晚吹－有酒今晚吹   | 第136集嘉賓 |

### 體育節目（NowTV）
| 首播   | 節目名         | 備註 |
| 2022年 | FIFA世界盃2022 | 主持 |

### 微電影
| 首映   | 電影名                                          | 角色    |
| 2016年 | 如果 可以（時代廣場） （页面存档备份，存于）    | 男 伴   |
| 2018年 | 花癒男孩（契爾氏）                              | Dickson |
| 2018年 | 追尋美麗化身（時代廣場） （页面存档备份，存于） | 男 伴   |
| 2019年 | 代人尋味（時代廣場） （页面存档备份，存于）     | Dickson |

### 廣告
| 年份   | 商品名 | 備註     |
|        | Canon相機 |          |
|        | 生力啤酒 |          |
|        | 海洋公園 |          |
|        | 宏利金融（香港）                                                                                                 |          |
|        | 大班麵包西餅 |          |
|        | Milk Magazine | 平面廣告 |
| 2012年 | Agnès B All About Christmas 2012                                                                                 | 平面廣告 |
| 2015年 | Pizza Hut 芝脆堡壘批                                                                                             | 電視廣告 |
| 2015年 | 滙豐信用卡「最紅大折日 全城夏日喜哄 - 百老匯篇」                                                                 | 電視廣告 |
| 2015年 | 滙豐信用卡「最紅大折日 全城夏日喜哄 - 萬寧篇」                                                                   | 電視廣告 |
| 2018年 | Adidas 運動服裝                                                                                                  | 網絡廣告 |
| 2018年 | 百老滙攝影器材「Line Friends 期間限定環保餐具、旅行用品、美食系列毛絨娃娃及枕套 - 幾時都咁冧」                   | 電視廣告 |
| 2019年 | 妮維雅「新昇效美肌止汗系列 - 你最好嘅完美止汗伴侶」                                                              | 網絡廣告 |
| 2019年 | 亞洲萬里通「『亞洲萬里通』里賞式健康主義：邊度跌低就邊度起返身」                                                 | 網絡廣告 |
| 2020年 | 法國夢香檳「Mumm Champagne presents “How will You Begin?” featuring Hong Kong TV artist Dickson Yu # MummToast」 | 網絡廣告 |
| 2022年 | 瑞士年輕科學「熱光溶脂 - 減腩微晶纖」                                                                            | 網絡廣告 |
| 2023年 | 珍寶冷氣 | 平面廣告 |

### 其他
| 年份   | 內容                        | 備註                                                     |
| 2015年 | 就係鍾意                    | 2月26日 - 12月11日《都市日報》體育版專欄（每兩星期一次） |
| 2016年 | 乘風 （页面存档备份，存于） | Amazing Summer 主題曲                                    |
| 2022年 | 口水多過浪花                | 5月2日加入為客席主持、6月6日成為常任主持                 |

## 曾獲獎項與提名
| 年份   | 獎項                                                           | 結果 |
| 2018年 | 萬千星輝頒獎典禮2018「最受歡迎電視拍檔」（與蔡思貝）           | 提名 |
| 2019年 | 萬千星輝頒獎典禮2019「最佳節目主持」（與汪明荃、森美、蘇永康） | 獲獎 |
| 2020年 | 萬千星輝頒獎典禮2020「飛躍進步男藝員」                         | 提名 |
| 2020年 | 萬千星輝頒獎典禮2020「最佳節目主持」（與汪明荃、森美）         | 提名 |
| 2020年 | 萬千星輝頒獎典禮2020「最受歡迎電視拍檔」（與汪明荃、森美）     | 提名 |
| 2021年 | 萬千星輝頒獎典禮2021「飛躍進步男藝員」                         | 提名 |
| 2021年 | 萬千星輝頒獎典禮2021「最佳男主持」                             | 提名 |

## 外部連結
- 余德丞的新浪微博
- 余德丞的Facebook專頁
- Dickson Yu 余德丞的Facebook專頁
- 余德丞的Instagram帳戶
- 德丞 - hkswim.com （页面存档备份，存于）